# 伊尔克利网球公开赛
伊尔克利网球公开赛（Ilkley Open），是一项曾在英国西约克郡伊尔克利举办的职业网球赛事。赛事最初名为伊尔克利网球锦标赛（Ilkley Tournament），创立于1885年5月。该赛事在伊尔克利草地网球和壁球俱乐部（Ilkley Lawn Tennis & Squash Club，成立于1880年）举行，一直举办到1981年，后因未能找到新的赞助商而停办。

## 赛事历史
伊尔克利网球公开赛始于1885年5月。首届男子单打冠军是E.W.·弗莱彻（E.W. Fletcher），他击败了A.R.·阿特金森（A.R. Atkinson）。1886年，首届女子单打冠军由比阿特丽斯·伍德（Beatrice Wood）获得，她击败了莱拉·莫伊尔小姐（Lila Moir）。（仅此一年，该赛事也同时作为东约克郡锦标赛）。伊尔克利草地网球俱乐部还曾四次（1888–90年、1893年）主办由约克郡草地网球协会举办的约克郡网球锦标赛。从1890年到1968年，该赛事一直以“伊尔克利草地网球公开赛”（Ilkley Open Lawn Tennis Tournament）的名称举行。
1981年，在历经95年后，最后一届伊尔克利公开赛落下帷幕。最后一届男子单打冠军由杰弗里·佩什获得，他击败了西蒙·伊克林吉尔(Simon Ickringill)，后者现为伊尔克利俱乐部的主教练。1983年，最后一届女子单打冠军由凯西·贝里(Cathy Berry)获得，她击败了米歇尔·柯林斯(Michelle Collins)。
该赛事的前男单冠军包括：乔舒亚·皮姆、威廉·德拉蒙德·汉密尔顿、梅杰·里奇、安德拉什·卡尔曼、穆罕默德·阿里夫·伊拉希、汉克·欧文和杰弗里·佩什。前女单冠军则包括：海伦·杰克逊、杰姆·霍亨、雪莉·布卢默、丽塔·本特利、罗宾·布莱克洛克和莉兹·斯塔基。
在该项赛事结束后，伊尔克利俱乐部继续举办国际网球赛事。1996年至1998年以及2006年至2007年期间，伊尔克利ITF网球赛是ITF女子巡回赛的一部分。自2015年以来，伊尔克利网球冠军赛作为一项ATP挑战赛存在，2025年女子赛事升级为了WTA125巡回赛。

## 赛会名称
- Ilkley Tournament (1885)
- Ilkley Open Tournament (1886–89)
- Ilkley Open Lawn Tennis Tournament (1890–68)
- Ilkley LTC Open Tournament (1969–70)
- Green Shield Ilkley Tournament (1971–74)
- Ilkley LTC Open Tournament (1975–79)
- Ilkley Open (1980–81)